# 토마스 라벨리
토마스 라벨리(스웨덴어: Thomas Ravelli, 1959년 8월 13일 ~ )는 스웨덴의 전 축구 선수이다.

## 클럽 경력
라벨리의 21년간의 경력 중 대부분은 스웨덴 알스벤스칸의 외스테르스 IF와 IFK 예테보리에서 보냈다. 그는 알스벤스칸에서 통합 약 430경기를 출전했다. 외스테르스에선 10년간 3번의 리그 우승을 경험하였다. 그리고 29세에 그는 예테보리로 이적하여 6번의 리그 우승과 그의 유일한 스벤스카 쿠펜 우승을 경험했다.
1998년, 거의 39세가 되었을 때 라벨리는 미국의 탬파베이 뮤터니로 이적하였고 다음 해에 그가 처음으로 축구를 시작했던 외스테르스로 돌아와서 은퇴했다. 라벨리는 프로로서 공식 경기에 약 600번 정도 나왔다.

## 국가대표팀 경력
라벨리는 거의 20년 정도 스웨덴 축구 국가대표팀의 유니폼을 입었다. 그는 1990년 FIFA 월드컵, UEFA 유로 1992, 그리고 스웨덴이 3위를 기록한 1994년 FIFA 월드컵에 출전하였다. 그는 143번의 A매치에 출전하였으며 이는 스웨덴 최고 기록이다.
그는 특히 1994년 월드컵 8강 루마니아와의 승부차기에서 양 팀이 하나를 넣고 상대의 것을 막으면 이기는 상황에서 루마니아의 6번째 키커로 나섰던 미오드라그 벨로데디치의 슈팅을 막은 것으로 유명하다. 이 경기를 승부차기 점수 5-4로 이겨 그는 ISSFF에서 주는 한 해의 최고 골키퍼에서 2위를 기록할 수 있었다.

## 개인 사생활
라벨리의 부모는 이탈리아계 오스트리아 이민자이다. 라벨리에게는 쌍둥이 형제가 한 명 있다. 수비수 안드레아스 라벨리가 바로 토마스 라벨리의 쌍둥이로, 그 역시도 외스테르스와 스웨덴 국가대표팀의 유니폼을 입고 활약하였다.

## 기타
일렉트로닉 아츠의 게임인 2006 FIFA 월드컵에서는 그의 이름이 널리 알려지게 된 스웨덴과 루마니아의 1994년 FIFA 월드컵 8강전 경기가 나온다. 단 여기서는 승부차기에 접어든 상황에서 루마니아 팀을 조종하여 스웨덴에 복수를 하는 시나리오이며, 1994년 FIFA 월드컵 당시 대표팀이 아닌 2006년 FIFA 월드컵의 대표팀이 등장한다.
라벨리는 FIFA 10에서 지쿠, 에리크 캉토나, 우고 산체스, 프란츠 베켄바워 등이 있는 클래식 XI의 일원으로 사용가능한 선수로 올라와있다. 또한 그는 스웨덴 국가대표팀으로도 쓸 수 있게 되어 있다. 또한 그는 FIFA 스트리트 2에서 폴 개스코인, 한스 크랑클, 아베디 펠레, 카를루스 아우베르투 토히스와 함께 등장한다.

## 같이 보기
- A매치 100경기 이상 출전한 축구 선수 명단